# Жан Жюль
Жан Жюль Сепп Ембудо (фр. Jean Jules Sepp Mvondo, нар. 23 квітня 1998, Яунде) — камерунський футболіст, півзахисник клубу «Аріс» (Салоніки) з грецької Суперліги.

## Клубна кар'єра
Свої перші кроки у футболі Жуль зробив у сенегальському відділенні Академії Aspire, звідки його придбав «Райо Вальєкано» та привіз до Європи у віці 17 років, де він спочатку грав за команду U19, а пізніше за резервну команду. 27 листопада 2016 року він дебютував у складі резервної команди, вийшовши на заміну в матчі проти клубу «Вільянуева-дель-Пардільйо» (1:1). Загалом за резервну команду провів 37 ігор і забив 1 гол у Терсері, але до першої команди не пробився.
9 липня 2018 року він приєднався до команди «Альбатете», уклавши трирічний контракт. Він дебютував на професійному рівні 17 серпня 2018 року в домашньому матчі проти «Депортіво» (1:1) у Сегунді. 15 січня 2019 року він продовжив свій контракт до 2021 року і був негайно відданий в оренду клубу «УКАМ Мурсія» з Сегунди B.
12 липня 2019 року Жуль був відданий в однорічну оренду клубу «Райо Махадаонда». 1 вересня 2021 року його знову віддали в оренду на рік, цього разу до польського клубу «Гурник» (Забже). 23 червня 2022 року, після закінчення терміну оренди, «Гурник» викупив контракт африканця і Жуль приєднався до команди на постійній основі, уклавши дворічний контракт. Загалом він провів 43 матчі в чемпіонаті Польщі та ще сім — у Кубку країни.
Влітку 2023 року півзахисник покинув «Гурник» та підписав контракт до 2026 року з «Арісом» (Салоніки) з грецької Суперліги. Дебютував у складі «жовтих» 27 липня 2023 року у виїзному матчі своєї команди проти «Арарат-Вірменії» (1:1) у Лізі конференцій УЄФА.